# 그들만의 월드컵
《그들만의 월드컵》(영어: Mean Machine)는 영국에서 2001년 개봉된 스포츠 코미디 영화이다. 이 영화는 1974년 개봉된 《터치 다운》의 각색 작품이다.

## 줄거리
한때 잉글랜드 축구 국가대표팀 주장이었던 대니 "민 머신" 미헌은 승부 조작으로 축구계에서 영구 제명당한다. 술에 취해 난폭 운전을 하던 그는 경찰에 체포되어 롱마쉬 교도소에 3년 형을 선고받는다. 유명 축구 선수였던 그의 등장에 교도관들은 그를 못마땅하게 여기고 폭행한다. 교도소장은 미헌이 교도관 축구팀 코치를 맡게 하지만, 미헌은 이를 거부하고 대신 재소자 팀을 만들어 교도관 팀과 경기를 하기로 한다.
미헌은 처음에는 동료 재소자들에게 환영받지 못하지만, 교도소 생활을 알려주는 노인 죄수 닥과 친해진다. 또한 교도소 내에서 영향력이 큰 갱스터 사이크스와도 마주치는데, 사이크스는 미헌 때문에 승부 조작 경기에 돈을 잃었다며 적대감을 드러낸다. 한편, 미헌은 밀수품 거래상인 매시브를 만나 팀을 꾸리기 시작한다. 하지만 재소자들은 사이크스의 영향력과 미헌을 승부 조작범으로 싫어해 팀 합류를 꺼린다. 그러던 중, 미헌은 인종차별적인 교도관으로부터 매시브를 보호하고 다른 재소자들의 존경을 얻으며 팀을 꾸리는 데 성공한다. 팀에는 폭력적인 중범죄자 "몽크"도 합류한다. 한편, 교도소장은 사이크스의 소개로 만난 불법 도박업자에게 빚을 지고, 교도관 팀 경기에서 돈을 따려 한다.
미헌은 다른 재소자 나이트로로부터 밀고자로 몰려 위협을 받지만, 이를 거부하며 사이크스와 그의 부하들의 신뢰를 얻는다. 사이크스는 미헌에게 돈을 되찾아 주겠다며 그의 팀이 승리하면 모든 것을 용서하겠다고 제안한다. 한편, 나이트로는 미헌을 죽이려고 폭탄을 만들어 그의 사물함에 숨기지만, 닥이 대신 폭탄에 맞아 사망한다. 나이트로는 다른 시설로 이송된다.
닥의 죽음 후 곧바로 재소자 팀과 교도관 팀의 경기가 시작된다. 재소자 팀은 전반전을 1-0으로 앞서지만, 교도소장은 미헌에게 닥 살해 공범으로 누명을 씌워 경기를 던지라고 협박한다. 미헌은 처음에는 자신의 이익을 위해 일부러 못하는 척 하지만, 경기 막판에 동료 '빌리 더 림펫'에게 공을 연결시켜 재소자 팀의 승리를 이끈다. 경기 후, 교도관 팀 주장 버튼은 교도소장의 복수 시도에 협조하지 않고 미헌의 승리를 축하한다. 교도소장의 차량이 폭발하고, 사이크스는 교도소장에게 복수할 것이라고 경고한다. 승리한 미헌과 매시브는 경기장을 당당하게 걸어 나간다.

## 출연
- 비니 존스 - 대니 미헌 역
- 데이비드 켈리 - 독 역
- 제이슨 스테이섬 - 멍크 역
- 대니 다이어 - 빌리 더 림핏 역
- 스티븐 월터스 - 니트로 역
- 데이비드 헤밍스 - 교도소장 역
- 랠프 브라운 - 버턴 역
- 배스 블랙우드 - 매시브 역
- 로비 지 - 트로전 역
- 샐리 필립스 - 트레이시 역
- 제이슨 플레밍 - 밥 라이클리 역
- 오미드 절릴리 - 라지 역
- 라이언 긱스 - 교도소 관리자 역

## 기타 제작진
- 협력 제작: 조지아 마스터스
- 라인 제작: 애덤 볼링
- 총괄 제작: 가이 리치